# Manuel Carmona y Valle
Manuel Carmona y Valle (Querétaro, 1831 - Ciudad de México, 23 de octubre de 1902), fue un médico mexicano especializado en oftalmología.

## Biografía
Fue hijo de Manuel Carmona y de Manuela Valle. Estudió en la Escuela Nacional de Medicina de la Ciudad de México, donde recibió el título de doctor en 1854. Posteriormente viajó a Francia para perfeccionarse, y en París estudió fisiología y oftalmología.
De regreso a México trabajó en el Hospital de Jesús como oftalmólogo. Fue director de dicha institución y profesor en la Escuela de Medicina. También realizó tareas de investigación sobre la sífilis, la acomodación ocular, y sobre el agente casual del vómito negro, o fiebre amarilla.
Fue presidente de la Academia Nacional de Medicina de México en 1891, y por diez años fue director de la Escuela de Medicina, dando clases simultáneamente de clínica médica

## Política
Fue senador de México, y presidente del Ayuntamiento de la Ciudad de México.

## Premios y reconocimientos
- La calle Doctor Carmona y Valle de la colonia Doctores de la Ciudad de México lleva su nombre.